# Sättersta socken
Sättersta socken i Södermanland ingick i Rönö härad och är sedan 1971 en del av Nyköpings kommun, från 2016 inom Lästringe distrikt.
Socknens areal är 29,86 kvadratkilometer, varav 28,37 land. År 1953 fanns här 370 invånare.  Sockenkyrkan Sättersta kyrka ligger i socknen.  

## Administrativ historik
Sättersta socken har medeltida ursprung. 
Vid kommunreformen 1862 övergick socknens ansvar för de kyrkliga frågorna till Sättersta församling och för de borgerliga frågorna till Sättersta landskommun. Landskommunen inkorporerades 1952 i Tystberga landskommun som 1971 uppgick i Nyköpings kommun. Församlingen uppgick 1980 i Lästringe församling som sedan  2002 uppgick i Tystbergabygdens församling.
1 januari 2016 inrättades distriktet Lästringe, med samma omfattning som Lästringe församling hade 1999/2000 och fick 1992, och vari detta sockenområde ingår.
Socknen har tillhört län, fögderier, tingslag och domsagor enligt vad som beskrivs i artikeln Rönö härad.  De indelta soldaterna tillhörde Södermanlands regemente, Nyköpings kompani och Livregementets grenadjärkår, Södermanlands kompani. De indelta båtsmännen tillhörde Andra Södermanlands båtsmanskompani.

## Geografi

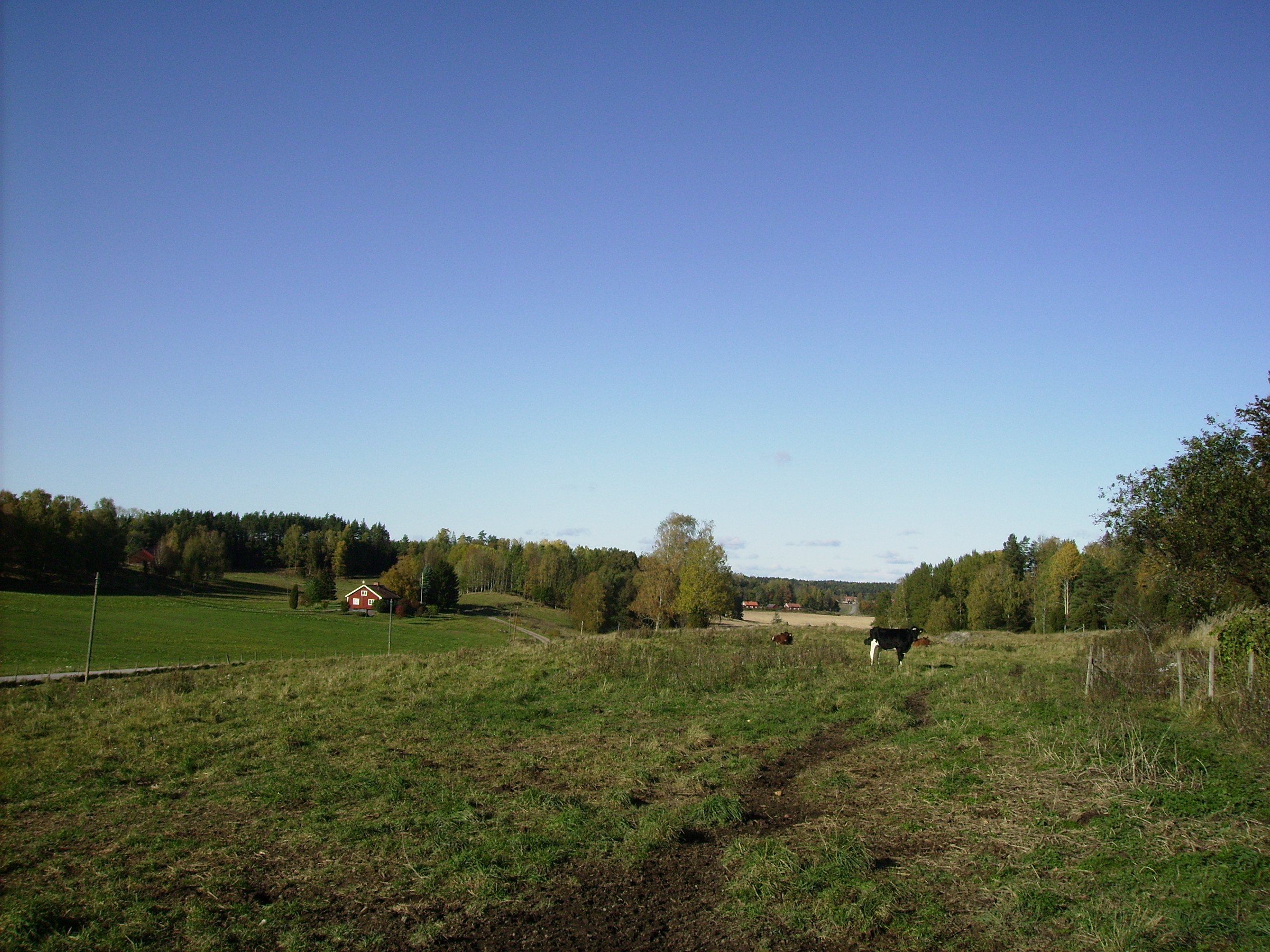
Sättersta.

Sättersta socken ligger nordost om Nyköping med sjön Likstammen i norr och sjöarna Svarvaren och Sätterstasjön i söder. Socknen är i söder en kuperad odlingsbygd och i norr en kuperad skogsbygd.
Socknen genomkorsas av gamla Riksettan. 
Sättersta sockenområde avgränsas historiskt i nordost och öster av Lästringe socken, i väster av Bogsta socken, i sydost av Tystberga socken och i nordväst av Ludgo socken.

## Fornlämningar
Bronsåldern representeras av spridda gravrösen. Från järnåldern är 12 gravfält. Dessutom finns inom socknen två fornborgar samt en runristning i ett stenblock: Södermanlands runinskrifter 171. Ristningen är till minne av en skeppshövding.

## Namnet
Namnet (1284 Setastum) kommer från en gård. Efterleden är sta(d), 'ställe'. Förleden kan innehålla sitta med betydelsen 'uppehållsplats'.
Enligt beslut den 22 oktober 1927 fastställdes socknens namn som Sättersta. Innan hade namnet Sätersta också förekommit.